# NOTAM
NOTAM è l'acronimo della dicitura inglese "NOtice To AirMen", ed è il termine con cui si indicano gli avvisi utilizzati dai piloti di aeromobili o elicotteri per essere aggiornati sulla situazione in un determinato aeroporto o in una determinata area di cielo, sull'efficienza dei radioaiuti alla navigazione e su tutto quanto possa riguardare l'esecuzione di un volo in condizioni di sicurezza e speditezza.
L'acronimo NOTAM ha avuto il significato di "NOtice To All Missions" tra dicembre 2021 e febbraio 2025, seguendo le direttive del "Federal Women’s Program (FWP)" per rendere le diciture inclusive (ignorando evidentemente che il termine “uomo” fosse inteso con il senso di “essere umano”). Sotto l'amministrazione Trump, l'acronimo NOTAM è stato riportato all'originale "NOtice To AirMen" a partire dal 10 febbraio 2025 (FAA notice 7930.114).
Tali informazioni, per l'Italia, vengono accentrate e gestite dall'ENAV attraverso l'Ufficio Notam (NOF) che si occupa di reperire dagli enti preposti per competenza:
- Aeronautica Militare Italiana per tutte le informazioni di carattere militare,
- Società di gestione ed Ente nazionale per l'aviazione civile (ENAC) per quanto riguarda informazioni sugli aeroporti e tutti gli utenti certificati alla informazione di pertinenza aeronautica, secondo quanto stabilito dalle pubblicazioni aeronautiche (Annesso 15 ICAO, Manuale AIS (Aeronautical Information Services), ICAO DOC 8126, ENAC "Regolamento AIS").

Tutte le informazioni aeronautiche che poi verranno smistate e distribuite, secondo delle "liste di distribuzione", a tutti gli enti interessati.
I NOTAM, quindi, comunicano informazioni, segnalazioni, divieti e procedure in uso che sono temporaneamente diverse da quanto pubblicato in AIP o che subiranno un cambiamento permanente (PERM).

## Uso
I NOTAM possono essere pubblicati per diverse ragioni, tra cui:
- rischi dovuti a show aerei in corso o lancio paracadutisti;
- piste di atterraggio chiuse;
- ausili alla navigazione (ad esempio i VOR) guasti;
- esercitazioni militari in corso, con conseguenti restrizioni dello spazio aereo;
- luci della pista non funzionanti;
- ostacoli temporanei nei pressi della pista, come ad esempio delle gru.

## Formato
Come per tutte le comunicazioni tecniche di carattere internazionale, il NOTAM segue un particolare standard per la fraseologia ed è scritto in lingua inglese.
Ogni NOTAM emesso contiene l'informazione e la validità (data di inizio e data di fine) della notizia.
Un esempio di NOTAM reale è questo (scritto tutto in maiuscolo):
```
A2218/05 -  ACFT STANDS 111 AND 114 NOT AVBL. FOLLOW-ME ASSISTANCE COMPULSORY FOR ALL MOVEMENTS TO STANDS 108 109 110 112 113 AND 201 DUE TO WIP. REF AIP AGA 2-45.7 AND NOTAM A2118/2005 17 MAY 08:20 UNTIL 29 JUN 22:00 ESTIMATED
```

Traduzione: Stand aerei 111 e 114 non disponibili. Assistenza del Follow-me obbligatoria per tutti i movimenti a terra destinati agli stand 108 109 110 112 113 e 201 a causa di lavori in corso. Riferimento AIP AGA 2-45.7 e NOTAM A2118/2005, durata stimata dal 17 maggio ore 08:20 fino al 29 giugno ore 22:00
oppure:
```
LIXX 1A8296/2009   31/12/2009                         
COMN   A)ALGHERO/FERTILIA                                          
AFX    B)31 DEC 2009 23:06 C)31 JAN 2010 23:59 EST                 
AHO    E)ALGHERO TACAN AHO CH30X UNSERVICEABLE                     
Q)LIRR/QNNAS/IV/BO /AE/000/999/4038N00817E025
```

Questo NOTAM comunica la non disponibilità di una radioassistenza (nella fattispecie il TACAN di Alghero) dal 31 dicembre 2009 ore 23:06 al 31 gennaio 2010 ore 23:59.
Quanto presente nella riga Q) definisce i "qualifiers" del NOTAM che qualificano, appunto, la notizia dal punto di vista tecnico definendo il codice da assegnare (NOTAM CODE), la sua distribuzione (traffico interessato, se IFR o VFR, categoria della notizia, rintracciabilità della notizia attraverso i canali disponibili, livelli di volo interessati, ecc.).